# Regiminalwissenschaft
Die Staatsverwaltungslehre oder Regiminalwissenschaft wurde im 18. und 19. Jahrhundert unterrichtet. Die Lehre enthielt die Einrichtungen und Grundsätze für Verwaltung und deren Beaufsichtigung oder Regierung des Staates. Sie begriff die Finanzverwaltung oder Verwaltung des Staatshaushaltes und die innere Staatsverwaltung als zur Sicherung der allgemeinen Wohlfahrt. Grundsätzlich teilte sie sich in zwei Disziplinen:
- Die Staatswirtschaftslehre oder Finanzwissenschaft

Die Lehre von den Einrichtungen und Grundsätzen über Verwaltung, Erhebung und Verwendung des Staatshaushalts.
- Die Polizeiwissenschaft

Die Lehre von den Einrichtungen für die Wohlfahrt (Physische und geistige) und Sicherheit des Staates.